# Piasek (Górowo Iławeckie)
Piasek (deutsch Sand) ist ein Ort in der polnischen Woiwodschaft Ermland-Masuren. Er gehört zur Gmina Górowo Iławeckie (Landgemeinde Landsberg (Ostpreußen)) im Powiat Bartoszycki (Kreis Bartenstein (Ostpr.)).

## Geographische Lage
Piasek liegt im westlichen Norden der Woiwodschaft Ermland-Masuren, zwölf Kilometer südlich der früheren und heute auf russischem Hoheitsgebiet gelegenen Kreisstadt Preußisch Eylau (russisch Bagrationowsk) bzw. 13 Kilometer nordwestlich der heutigen Kreismetropole Bartoszyce (deutsch Bartenstein).

## Geschichte
Der vor 1785 gegründete und seinerzeit Sandt genannte Ort bestand aus mehreren Höfen und einer Windmühle. Im Jahre 1874 wurde die Landgemeinde Sand in den neugebildeten Amtsbezirk Albrechtsdorf (polnisch Wojciechy) im ostpreußischen Kreis Preußisch Eylau aufgenommen. Im Jahre 1910 zählte das Dorf 134 Einwohner.
Am 30. September 1928 gaben Sand und auch der Nachbarort Bandels (polnisch Bądle) ihre Eigenständigkeit auf und schlossen sich zur neuen Landgemeinde Bandels-Sand zusammen. In dieser Formation gehörten sie weiterhin zum Amtsbezirk Albrechtsdorf.
In Kriegsfolge fiel 1945 das gesamte südliche Ostpreußen an Polen. In diesem Zusammenhang erhielt Sand die polnische Namensform „Piasek“ und wurde wie auch der dann „Bądle“ genannte ehemalige Nachbarort Bandels wieder selbständig. Piasek ist heute Sitz eines Sołectwo (= „Schulzenamt“), in das auch Bądle eingeschlossen ist. Als solches gehört Piasek jetzt zur Landgemeinde Górowo Iławeckie (Landsberg (Ostpr.)) im Powiat Bartoszycki (Kreis Bartenstein (Ostpr.)), von 1975 bis 1998 der Woiwodschaft Olsztyn, seither der Woiwodschaft Ermland-Masuren zugehörig. Piasek zählte im Jahre 2021 insgesamt 73 Einwohner.

## Religion

### Christentum
Bis 1945 war Sand resp. Bandels-Sand in die evangelische Kirche Albrechtsdorf (Ostpreußen) (polnisch Wojciechy) in der Kirchenprovinz Ostpreußen der Kirche der Altpreußischen Union, außerdem in die römisch-katholische Kirche Preußisch Eylau (Bagrationowsk) im damaligen Bistum Ermland eingepfarrt.
Heute gehört Piasek katholischerseits zur St.-Andreas-Bobola-Kirche in Wojciechy (Albrechtsdorf) im jetzigen Erzbistum Ermland, evangelischerseits zur Kirchengemeinde in Bartoszyce (Bartenstein), einer Filialgemeinde der Johanneskirche in Kętrzyn (Rastenburg) in der Diözese Masuren der Evangelisch-Augsburgischen Kirche in Polen.

## Verkehr
Piasek liegt an der verkehrsreichen Woiwodschaftsstraße 512, die von Szczurkowo (Schönbruch) über Bartoszyce (Bartenstein) bis nach Pieniężno (Mehlsack) verläuft. Nebenstraßen von Bezledy (Beisleiden) bzw. Wojmiany (Woymanns) kommende enden in Piasek.
Eine Anbindung an den Bahnverkehr besteht nicht.